# Agnete
Agnete Johnsen, ou simplement Agnete, née le 4 juillet 1994 à Nesseby en Norvège, est une chanteuse norvégienne, membre du groupe norvégien The BlackSheeps.
Le 27 février 2016, elle remporte la finale nationale Melodi Grand Prix 2016 et est choisie pour représenter la Norvège au concours Eurovision de la chanson 2016 à Stockholm, en Suède avec la chanson Icebreaker (Brise-glace).
Elle participe à la seconde demi-finale, le 12 mai 2016 mais n'est pas qualifiée pour la finale, le 14 mai.

## Discographie

### Singles
| Année | Single                                         | Classement | Album             |
| Année | Single                                         | NOR        | Album             |
| ----- | ---------------------------------------------- | ---------- | ----------------- |
| 2013  | Goin' Insane                                   | —          | Non-album singles |
| 2014  | Mama                                           | —          | Non-album singles |
| 2015  | Hurricane Lover (Carina Dahl featuring Agnete) | —          | Non-album singles |
| 2016  | Icebreaker                                     | 11         | Non-album singles |